# Armando Montaner Valdueza
Armando Montaner Valdueza (Valencia, 1871 – Santiago de Chile, 1960) fue un pintor español. 

## Biografía
Armando Montaner Valdueza realizó sus estudios en la ciudad de Valencia, en la Real Academia de Bellas Artes de San Carlos. Fue discípulo de Francisco Domingo Marqués, Gonzalo Salvá y José Vilar Torres. Durante su estancia en Madrid asistió al taller de Joaquín Sorolla. Se especializó en retratos, bodegones y paisajes. Sus retratos se caracterizan por un realismo convencional del que posteriormente se alejaría en favor de una pintura más personal.
Su formación siguió la tradición luminístisca de la plástica española del momento. Al tiempo, su faceta como retratista lo introdujo en ambientes mundanos y elegantes que le consintieron viajar por Europa y, más tarde, por Latinoamérica. Promovió la pintura española en Buenos Aires, donde recibió encargos de retratos oficiales y pintó diversas obras que le proporcionaron diferentes premios nacionales e internacionales. Sus exposiciones cosecharon el reconocimiento de la crítica y el público.
En 1920 fue contratado como profesor de Colorido y Composición por la Escuela de Bellas Artes de Santiago. Antes de su muerte, en 1960, regresó a España en varias ocasiones para realizar otros trabajos. En su madurez se volcó con gran pasión en el retrato; para él posaron Alfonso XIII y otras personalidades de la sociedad española y extranjera de la época. Su alto nivel de formación y su maestría justifican que se lo considere uno de los más importantes y productivos retratistas de su generación. Dejó obras suyas en diversos países latinoamericanos, donde su pintura forma parte de numerosas colecciones privadas.